# Boža Umirov
Boža Umirov (rovněž uváděn jako Božimír Umírov, vlastním jménem Bohumír Nepomucký, 8. listopadu 1864 Mělník – 12. prosince 1929 Chicago) byl český koncertní pěvec, barytonista a hudební pedagog dlouhodobě působící ve Francii a ve Spojených státech amerických, člen tzv. Prvního československého odboje. Stal jedním z důležitých zdejších spolupracovníků skupiny Maffie okolo Tomáše Garrigue Masaryka ve Spojených státech, která usilovala o vznik samostatného Československa.

## Život

### Mládí
Narodil se na Mělníku do umělecky založené rodiny profesionálního hudebníka a amatérské zpěvačky. Po absolvování základního vzdělání studoval na varhanní škole. Následně začal studovat v Praze housle u Jana Pelikána a kompozici, instrumentaci a klavír u skladatele Zdeňka Fibicha. Poté odešel studovat zpěv do Milána a do Paříže, kde se trvale usadil. Věnoval se mezinárodní pěvecké kariéře, ve které byl mimořádně úspěšný: na přelomu 19. a 20. století působil a žil v Londýně, vystupoval rovněž v Manchesteru. Posléze se začal více věnovat pedagogické činnosti. Krátce učitel zpěvu na konzervatoři v německém Charlottenburgu. Roku 1902 se vydal na úspěšné koncertní turné po Spojených státech se zastávkami v New Yorku, Chicagu či v Kalifornii, přičemž značnou část zájmu tvořila početná místní komunita Čechů a Slováků. Do USA se poté ještě jednou vrátil.
Po vypuknutí první světové války roku 1914 se jakožto český vlastenec a předseda Pařížské československé kolonie začal angažovat v podpoře aktivit exilové skupiny Tomáše Garrigue Masaryka, Edvarda Beneše a Milana Rastislava Štefánika zasazujících se o vznik samostatného Československa nezávislého na Rakousku-Uhersku. V rámci svého působení v Paříži se stal spojkou mezi českým krajanským ústředím ve Francii a Masarykovou skupinou. 30. června 1918 byl ze své funkce předsedy, spolu s Benešem a dalšími, přítomen při přísaze Československé střelecké brigády, kterýžto akt se de facto stal vznikem československých ozbrojených sil
Po skončení války přesídlil natrvalo do Chicaga a více se věnoval pedagogické činnosti. V letech 1921 až 1924 působil jako profesor na Bushově konzervatoři, posléze se věnoval soukromému vyučování a koncertní činnosti. Rovněž zapojil do života a struktur české komunity ve městě, stal se předsedou Českého uměleckého klubu v Chicagu.

### Úmrtí
Boža Umirov zemřel 12. prosince 1929 v Chicagu ve věku 65 let. Jeho ostatky byly převezeny do Evropy a pohřbeny ve městě Vaucresson nedaleko Paříže.